# HD 169110
HD 169110，又名BD+23 3316，SAO 85975、HR 6882，是一颗恒星，视星等为5.41，位于銀經51.07，銀緯16.53，其B1900.0坐标为赤經18h 17m 58.4s，赤緯+23° 16.53′ 4″。